# 박진성 (축구 선수)
박진성(朴進成, 2001년 5월 15일 ~ )는 대한민국의 축구 선수로, 포지션은 왼쪽 풀백, 수비형 미드필더이며, 대전 하나 시티즌 소속으로 현재 김천 상무로 군 복무 중이다.